# Sigismondo Pandolfo Malatesta
Sigismondo Pandolfo Malatesta (Brescia, 19 giugno 1417 – Rimini, 9 ottobre 1468) fu signore di Rimini, Fano e Senigallia dal 1432, mentre suo fratello Domenico (Novello) Malatesta lo fu di Cesena. Considerato dai suoi contemporanei come uno dei più audaci condottieri militari in Italia, partecipò a molte battaglie che caratterizzarono quel periodo.
Fu un grande patrono delle arti, portando a Rimini, la capitale del suo Stato, un considerevole gruppo di artisti e letterati tra i più autorevoli della penisola. Sempre bisognoso di fondi per finanziare i suoi grandiosi progetti, fu talvolta spregiudicato in guerra, pronto anche a cambiare bandiera in favore di chi gli garantisse il migliore appannaggio. Alla lunga ciò gli inimicò alcune grandi personalità dell'epoca, che gradualmente lo isolarono e cercarono in ogni modo di piegarlo.
A ciò si aggiunse uno stato di guerra logorante e pressoché perenne col vicino e rivale Federico da Montefeltro, che da Urbino governava l'ambita città di Pesaro, con la quale i Malatesta avrebbero potuto unificare i loro territori romagnoli e marchigiani. Nonostante i numerosi tentativi di conquistare la città vicina, questo progetto non andò mai definitivamente in porto. Alla fine, escluso dalla pace di Lodi e scomunicato da papa Pio II, fu marginalizzato e attaccato da più parti, perdendo gran parte dei suoi territori e finendo i suoi ultimi giorni tra progetti di riscatto incompiuti.
Ezra Pound lo definì «il miglior perdente della storia».

## Biografia

### Formazione
(Ezra Pound)
Figlio naturale di Pandolfo III Malatesta e Antonia di Giacomino dei Barignano, una nobildonna di origine lombarda, nacque a Brescia. Con la morte del padre, nel 1427, suo zio Carlo, salito al potere senza figli, si adoperò perché papa Martino V legittimasse i tre figli di Pandolfo affinché potessero accedere al potere, riuscendo a ottenere quanto chiesto. Alla morte di Carlo, infatti, nel 1429, il fratellastro maggiore di Sigismondo Pandolfo, Galeotto Roberto Malatesta, divenne signore di Rimini, ma nel 1432 perì a sua volta, appena ventenne.
Quando Sigismondo aveva appena sei anni, ricevette una lettera da Ciriaco d'Ancona, il padre dell'archeologia, con la quale venne introdotto al neoplatonismo; i due rimasero in contatto e la stima di Sigismondo nei confronti del neoplatonico Gemisto Pletone è mediata da Ciriaco. Divenuto Signore di Rimini, Sigismondo nel 1460 invitò Gemisto Pletone nella sua città e, nel 1466, ne trafugherà le spoglie mortali da Mistrà, per collocarle in un sacello del Tempio malatestiano.

### Primi anni di governo
Il potere passò dunque nelle mani di Sigismondo Pandolfo, appena quindicenne, e di suo fratello minore Domenico Novello, di un anno più giovane, i quali, anche per l'età acerba, disposero di dividersi le aree di rispettiva competenza, in una sorta di governo consortile, con una serie di accordi (1433, 1437, 1442 e 1451) la cui frequenza è indice delle ricorrenti discordie tra i due. In particolare a Sigismondo Pandolfo spettarono tutte le terre a sud del Marecchia, comprendenti Rimini, Santarcangelo, Scorticata (oggi Torriana), Fano e il rettorato di Sant'Agata Feltria, mentre a Domenico spettarono Cesena, Bertinoro, Meldola, Sarsina, Roncofreddo e Pieve di Sestino.

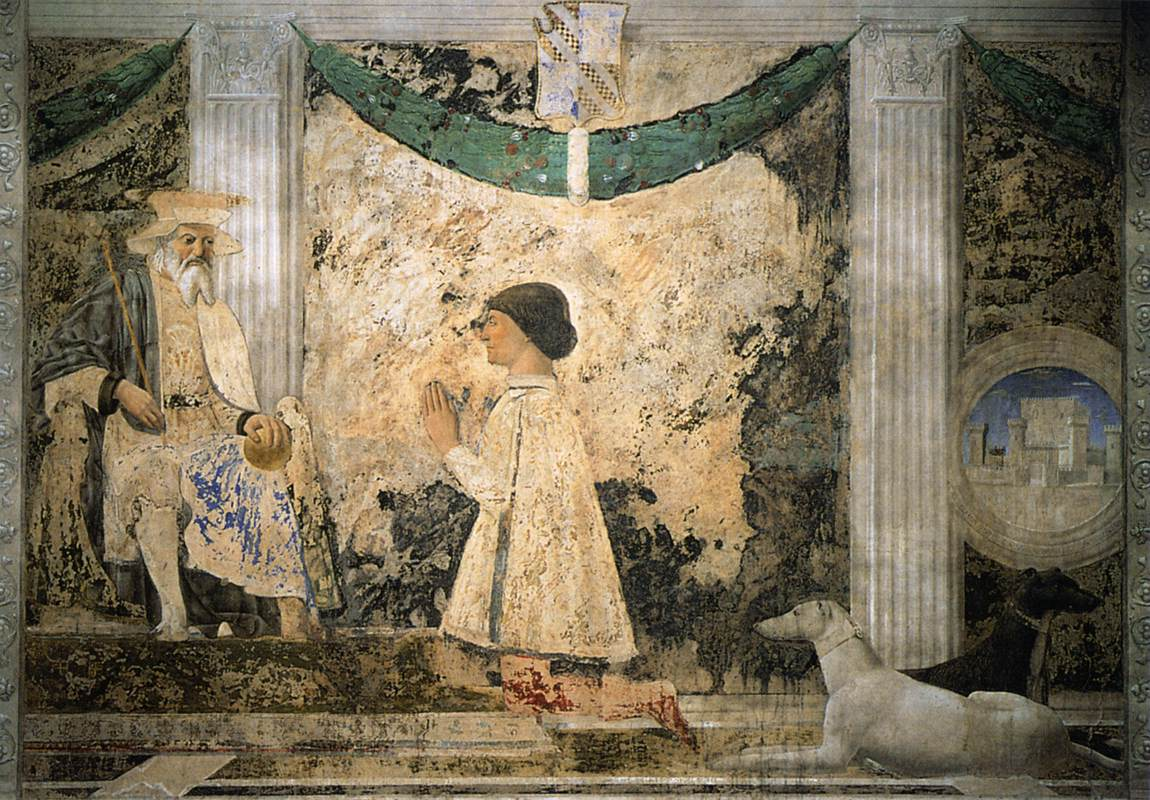
Piero della Francesca, affresco che celebra l'ottenimento dello status di cavaliere dall'imperatore Sigismondo, Tempio Malatestiano (1451)

### Cavaliere e Capitano della Chiesa
Nel 1433 l'imperatore Sigismondo di Lussemburgo passò da Rimini e in quell'occasione investì Sigismondo Pandolfo cavaliere. Due anni dopo, il 18 marzo 1435, Eugenio IV lo arruolò per sei mesi alla condotta di 200 lance della Chiesa, con il ruolo di capitano generale.

### Tra Sforza e Visconti
Affiancato dal fratello Domenico, si assicurò per prima cosa dell'alleanza con i parenti di Pesaro, rinnovando le condizioni di pace con il lontano zio Carlo II Malatesta, poi entrò nelle contese tra Milano e Roma, in particolare tra Filippo Maria Visconti e il gonfaloniere della Chiesa Francesco Sforza. La Romagna era infatti sulla linea delle ostilità tra le due fazioni, e Francesco attaccò gli Ordelaffi a Forlì contro il condottiero del Visconti Francesco Piccinino, espugnando la città il 14 luglio 1436 e cacciando Antonio Ordelaffi. Il Malatesta, nel frattempo, aiutò lo Sforza con delle truppe e presidiò Bologna per il papa.
Il buon esito delle azioni militari mise in luce il Malatesta nel panorama delle compagnie di ventura e il 3 aprile 1437 venne assoldato dalla Serenissima, ancora contro il Milanesi. Nella battaglia di Calcinara sull'Oglio (22 luglio 1437), il suo avversario Niccolò Piccinino ebbe però la meglio e, scaduta la condotta con Venezia il 12 gennaio 1438, il Malatesta tornò brevemente a Rimini, per poi dedicarsi ad altre operazioni militari.
La discesa di Francesco Sforza nella Marca di Ancona agitò le città e i poteri locali, ma il Malatesta, temendo per la sua signoria, rinnovò presto l'alleanza con lo Sforza e per circa un quinquennio fu fedele all'alleanza Venezia-Firenze-Sforza. In quegli anni la Romagna non conobbe grosse variazioni politico-militari e il tentativo del Malatesta di prendere Forlì e Forlimpopoli si risolse in una tregua con i da Polenta, i Manfredi e gli Ordelaffi, mentre Francesco Sforza lasciava la zona per dirigersi in Lombardia, a minacciare i territori dei Visconti e quindi gli equilibri generali. In tale quadro Filippo Maria Visconti creò un astuto diversivo, inviando proprio in Romagna Niccolò Piccinino con 6000 cavalieri, a stuzzicare gli alleati dello Sforza tra cui, in prima linea, proprio i Malatesta, che contemporaneamente vennero attaccati anche da sud da Guidantonio da Montefeltro. Una provvisoria capitolazione dei due fratelli Sigismondo Pandolfo e Domenico salvò la situazione, e nel marzo Sigismondo Pandolfo tentò a Polenta un ribaltamento delle alleanze, offrendosi al Piccinino. Lui e il fratello furono presi dunque a condotta, sebbene non chiamati a combattere gli ex alleati, ottenendo però la pace con Urbino, governata da Federico da Montefeltro.

### Contro Federico da Montefeltro

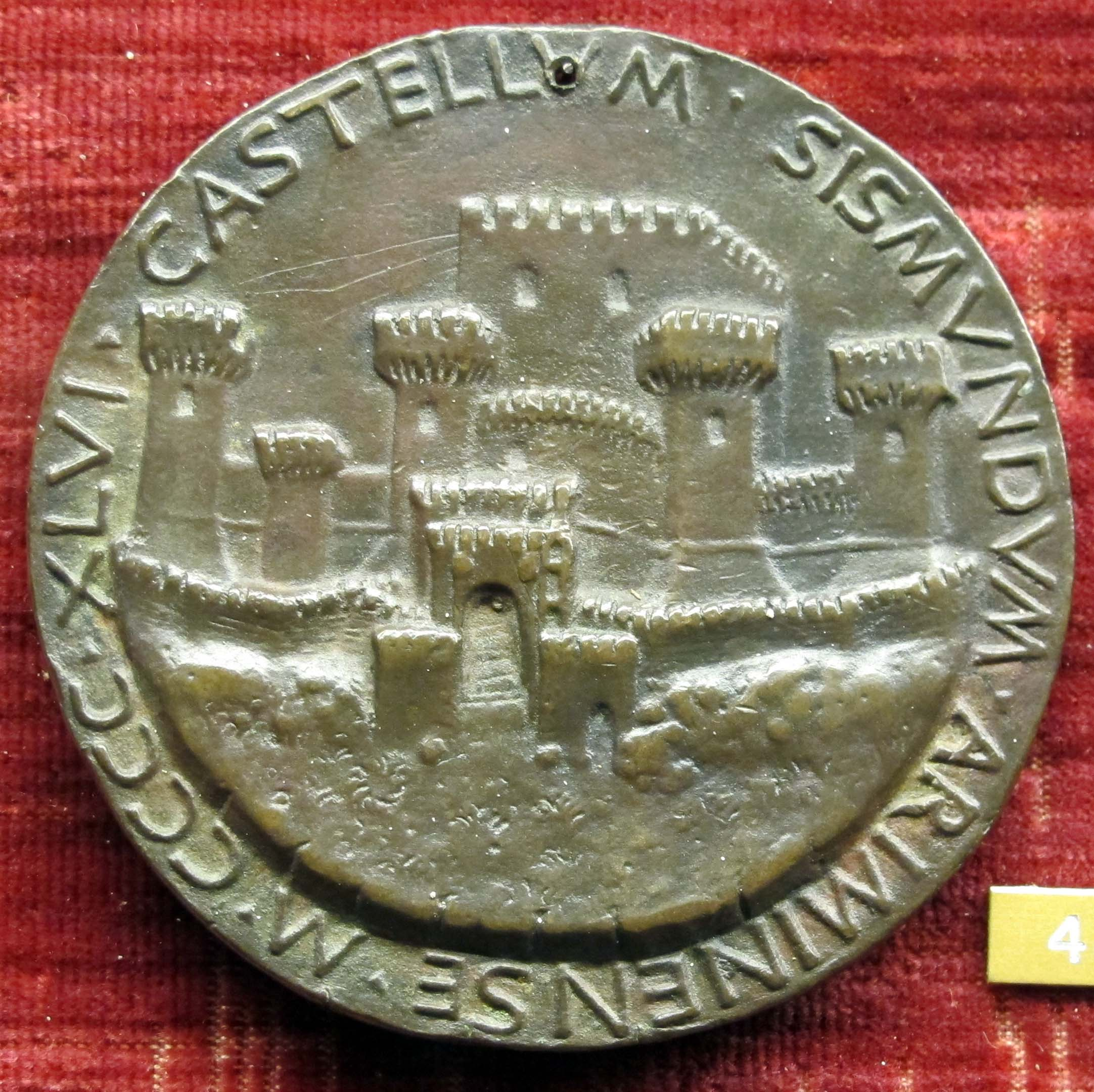
Matteo de' Pasti, Medaglia di Sigismondo Pandolfo Malatesta e Castel Sismondo (verso, 1446)

La pace col Montefeltro fu effimera e già nel 1441 fu messa da parte per l'insorgere di un conflitto su Pesaro, governata dall'inetto Galeazzo Malatesta. Per Sigismondo Pandolfo Pesaro era una località strategica, che avrebbe permesso di unire i territori riminesi con quelli nelle Marche. Minacciato dal suo congiunto, Galeazzo, per quanto esitante, non poté fare altro che chiedere aiuto a Federico da Montefeltro, che pure era suo zio. Evitando lo scontro diretto, il Malatesta appoggiò invece l'esiliato Alberico Brancaleoni nell'invasione del Montefeltro, che conquistò diversi castelli e obbligò Federico a rientrare precipitosamente nei suoi territori per organizzare la difesa.
La mossa successiva del Malatesta fu ancora più audace, attentando direttamente al signore del Montefeltro, che nel settembre 1441 cadde in un'imboscata nella zona di confine presso Montelocco, rimanendone ferito. Federico riuscì tuttavia ad arginare le mire dell'avversario, alleandosi con San Marino e compiendo razzie nel territorio riminese per tutto l'autunno, fino al culmine del recupero della rocca di San Leo, storico simbolo della difesa dei territori del Montefeltro espugnata dai Malatesta. Sigismondo Pandolfo, a quel punto, evitò ulteriori rappresaglie, accettando, come sarebbe diventato consueto, la mediazione di una potenza amica, in quel caso Alessandro Sforza, fratello di Francesco, che il 20 novembre fece raggiungere una tregua, con la stipulazione di una pace che prevedeva la restituzione di tutti i territori conquistati.

### La pace con Milano e le prime ostilità con Napoli
La pace di Cremona del 1441, nel frattempo, aveva pacificato Venezia con Milano, suggellando una tregua con gli Sforza tramite il matrimonio tra Francesco e Bianca Visconti, figlia naturale di Filippo Maria Visconti. Ciò permise allo Sforza di tornare nelle Marche a consolidare le proprie conquiste, che il papa Eugenio IV si rifiutava di riconoscere.
Contro di lui si coalizzarono il papa, Napoli e Milano, con Niccolò Piccinino e Federico da Montefeltro, mentre il Malatesta si schierò con l'antico alleato. Mentre Francesco combatteva nelle Marche contro i papalini, Alfonso d'Aragona ne minacciava i possedimenti nell'Italia meridionale, desideroso di ricevere dal papa l'investitura di re di Napoli. In questo quadro il Malatesta tentennò, riducendo progressivamente il sostegno allo Sforza che perdeva posizioni, finché da Fano Francesco gli offrì sostanziosi contribuiti in denaro. Mentre gli eserciti pontifici e napoletani mettevano a dura prova le popolazioni locali con saccheggi, assedi, distruzioni di raccolti e allevamenti, arrivarono aiuti da Firenze e Venezia, che convinsero Filippo Maria Visconti a persuadere Alfonso d'Aragona a ritirare le truppe. A settembre Visconti e Sforza si pacificarono, entrando nell'alleanza con Venezia e Firenze che comprendeva anche gli Stati malatestiani.
Ambigua restava la posizione del papa, che aveva come capitani Piccinino, Federico da Montefeltro e Novello Malatesta. Sigismondo Pandolfo mosse contro di loro nella dura battaglia di Monteluro (8 novembre 1443), sconfiggendo i suoi avversari, fratello compreso, che si ritirarono verso sud. Lo Sforza ricominciò allora la riconquista dei suoi territori, e il Malatesta rilanciò il suo intento di prendere Pesaro, mentre Federico da Montefeltro, che non aveva partecipato a Monteluro, schierava prontamente truppe in difesa della città, garantendosi un nulla di fatto.

### La rottura con Francesco Sforza
Il 1444 il Malatesta riportò l'importante conquista di Senigallia, ma il mancato aiuto dell'alleato Sforza nella battaglia di Montolmo (19 agosto 1444) portò alla definitiva rottura tra i due, con Francesco che liquidò Sigismondo Pandolfo in malo modo, affidandosi invece all'aiuto dell'odiato rivale Federico da Montefeltro. Tra i due storici rivali crebbero le ostilità, fatte di reciproche rappresaglie, che portarono alla conquista di territori marginali, di scarso valore strategico, come i castelli di Frontone, Casteldelci, Senatello e la Faggiola per il Malatesta. Alla fine del '44 Federico concluse alcune trattative segrete con nemici di Sigismondo Pandolfo, quali Francesco Sforza e Galeazzo Malatesta, che portarono alla cessione, da parte di quest'ultimo, di Pesaro a Francesco e Fossombrone a Federico, per un totale di 20.000 fiorini. L'8 dicembre 1444 Alessandro Sforza sposò la nipote di Galeazzo Costanza da Varano e ricevette Pesaro dal fratello Francesco (15 gennaio 1445).
A queste mosse il Malatesta reagì astutamente, offrendo i suoi servigi ad Alfonso d'Aragona e mandando ambasciate al papa, a Filippo Maria Visconti e a Leonello d'Este per assicurarsi il sostegno nelle mosse successive. In giugno alcune navi napoletane arrivarono alla costa marchigiana, attaccando gli Sforza di Pesaro mentre da terra erano incalzati dalle truppe malatestiane e milanesi. In un primo momento il Malatesta, attaccato nel cuore dei suoi territori marchigiani, ebbe la peggio, perdendo Candelara, subendo il saccheggio di Pergola e le devastazioni nel territorio di Fano. Dopo un nuovo attacco al Montefeltro, Sigismondo Pandolfo Malatesta, alla guida delle truppe di Milano, di Napoli e della Chiesa, si avventò sulle Marche, compiendo un assalto generale che, dopo la sottomissione di Rocca Contrada e Fermo, gli garantì il controllo dell'intera regione. Quando Carlo Fortebracci e Novello Malatesta attaccarono Urbino per suo conto, si giunse ad una tregua. Nell'autunno del '46 le truppe degli Sforza e dei Montefeltro tentarono un contrattacco, puntando senza successo alla rocca di Gradara.

### Da un fronte all'altro
Il 1446 portò a una complicazione nel quadro politico-militare, con Milano attaccata dai Veneziani e dagli Sforzeschi sotto la guida di Michelotto Attendolo. I Visconti chiesero aiuto all'alleato Malatesta, che partì con le sue truppe alla volta della Lombardia, ma fu sconfitto presso Casalmaggiore. Il Visconti si trovò così costretto a venire a patti con il genero Francesco Sforza, obbligando un generale ridisegno del quadro delle alleanze. Il Malatesta dovette così venire a patti con i nemici Sforza e Montefeltro, stipulando una tregua che comportava la restituzione di tutte le terre conquistate, compresa la rocca di Senigallia. Il papa Niccolò V fece sì che nella tregua del 1447 fossero inclusi anche Alessandro Sforza (Pesaro), Federico da Montefeltro (Urbino) e Malatesta Novello (Cesena). Nonostante gli sforzi, però, la tensione tra Sigismondo Pandolfo Malatesta e Federico da Montefeltro restava alta, sempre per via della questione di Pesaro a cui il Malatesta non aveva intenzione di rinunciare.
Nel '47 i fronti che si affrontavano in Italia erano essenzialmente due: Milano, gli Aragonesi signori di Napoli e il papa, contro Venezia, Firenze e gli Angioini, che aspiravano a riprendersi Napoli. I due schieramenti si avvantaggiavano delle condotte dei più celebri capitani dell'epoca, tra cui il Malatesta e Federico da Montefeltro, che furono quasi sempre su fronti opposti. Sigismondo Pandolfo, dalla fama ormai indiscussa, fu ora su un fronte ora sull'altro, in base a chi offrisse i migliori compensi, con un pragmatismo spregiudicato, che gli attirò presto accuse di slealtà, tra l'altro non sempre infondate, come ha dimostrato anche la storiografia più recente. In realtà la sua condotta non esemplare non era dovuta al suo carattere, ma al fatto che aveva da pensare al proprio stato, continuamente in guerra con quello dei Montefeltro

### La rottura con Napoli

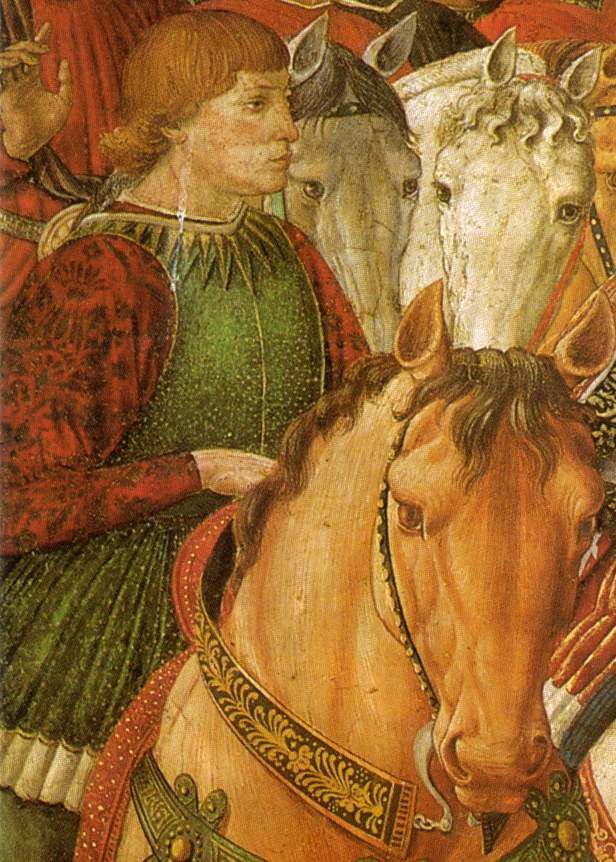
Benozzo Gozzoli, Sigismondo Pandolfo Malatesta tra gli ospiti di rilievo della corte medicea, Cappella dei Magi, palazzo Medici Riccardi (1459)

Il 21 aprile 1447 fu assoldato da Alfonso d'Aragona per 32.000 ducati, ma le condizioni contrattuali poco precise lo lasciarono insoddisfatto, tanto da offrirsi all'altro fronte, ai Veneziani, e solo in seguito all'infruttuosità delle trattative tornare a rivolgersi all'Aragonese. Il pagamento della condotta fu in effetti problematico, e il Malatesta incassò alla fine solo 25.000 ducati per la prestanza, giudicati insufficienti per assicurare le paghe degli uomini d'arme al soldo. Con quello che ricevette cercò dunque, senza successo, di prendere Fossombrone al Montefeltro e, incurante di Alfonso che gli intimava di raggiungerlo in Toscana, il Malatesta cercò con tutti i mezzi di entrare invece al servizio dei rivali veneto-fiorentini.
Necessitanti di aiuto, i Fiorentini ruppero infine le diffidenze e il 10 dicembre 1447 assoldarono il Malatesta a fianco delle milizie di Federico da Montefeltro. La guerra venne condotta rapidamente, garantendo la vittoria di Piombino il 15 luglio 1448, grazie proprio alla bravura del Malatesta. Se tale successo fu un importante tassello della sua fortuna professionale (e quindi economica), gli inimicò completamente Alfonso di Aragona, risentito per la condotta dell'ex alleato che aveva compromesso il suo successo. Ma tale problema non preoccupava in quel momento il Malatesta, che riceveva il trionfo a Firenze e veniva acclamato da Basinio da Parma, nelle Hesperis, come il salvatore della Toscana.

### L'apogeo

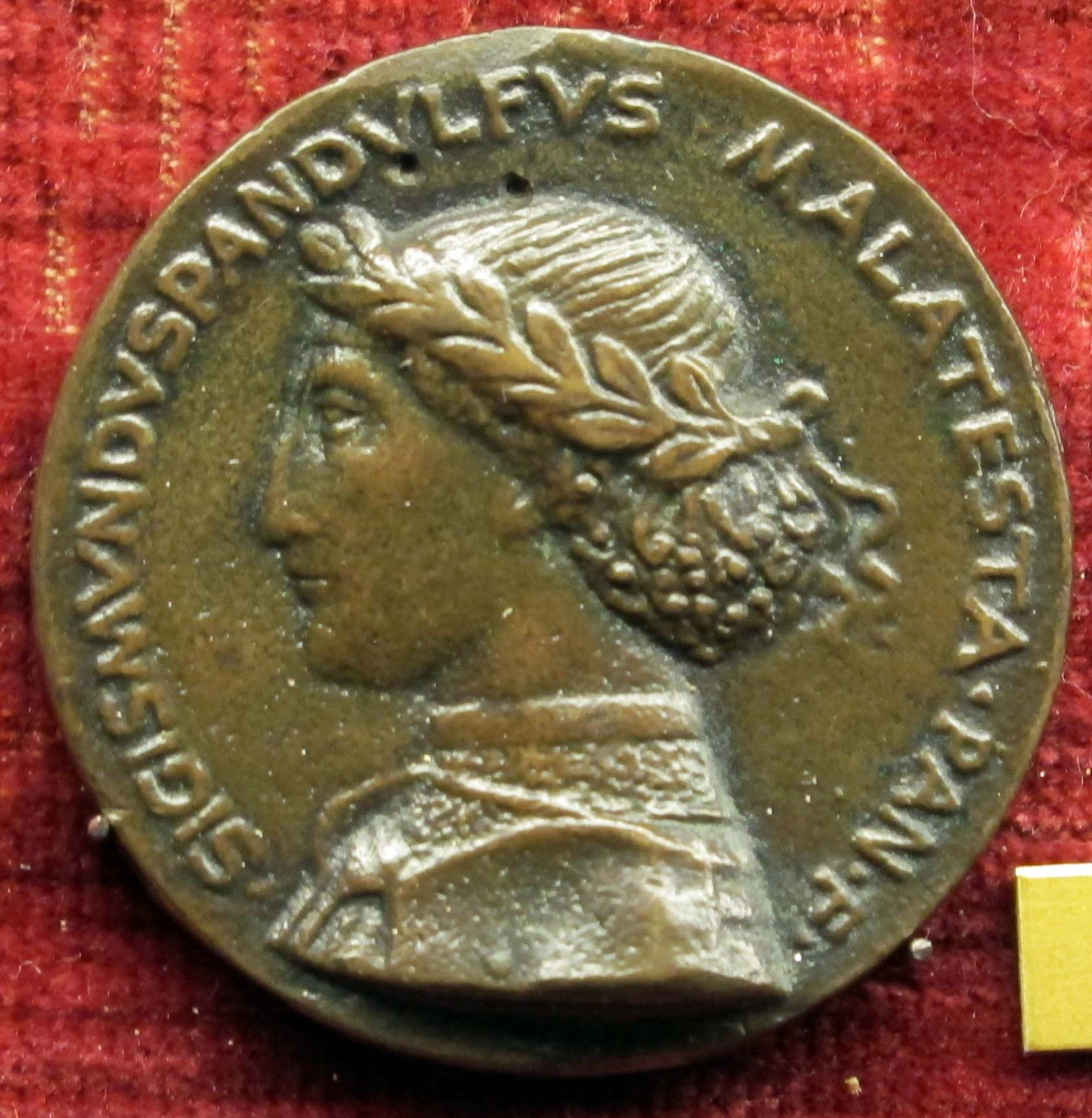
Matteo de' Pasti, Medaglia di Sigismondo Pandolfo Malatesta e il Tempio Malatestiano, ritratto laurato (1447)

Il Malatesta si godeva il suo successo nei seguenti incarichi per Venezia (26 novembre 1449, confermati il 5 gennaio 1450), molto remunerativi, quando fu nominato capitano generale delle milizie venete e allestì un esercito di 2000 cavalli e 500 fanti con un personale compenso mensile di 600 ducati. A differenza dei Fiorentini e dei Milanesi, i Veneziani pare che pagassero puntualmente. Nel 1453, al rinnovo del contratto con Milano e Firenze, il Malatesta doveva avere ancora metà del compenso dell'anno precedente (ben 32.000 ducati), ma nonostante ciò anche la seconda guerra di Toscana fu un grande successo, agevolato da un'epidemia nell'esercito aragonese che afflisse, temporaneamente, anche il suo capitano Federico da Montefeltro, permettendo la conquista di Vada.
A giugno /luglio del 1450 si trova a Ravenna con Cecco Ordelaffi e si reca a Rimini. Dopo alcuni giorni, si mette in marcia contro Pesaro che, per accordi presi con il Montefeltro, dovrebbe pervenire nelle sue mani. Si ferma sul fiume Marano e colloca i suoi alloggiamenti nel casamento dell’ospedale del Terzo detto di San Lazzaro. Invia Gaspare Broglio dal conte di Urbino per sollecitarne l’aiuto; costui, dopo un colloquio con il Montefeltro, gli riferisce che è stato ingannato dal rivale. Manda allora il Broglio a Montefiore Conca per raccogliervi 300 uomini ed invita Gian Francesco da Piagnano, fermo a Macerata Feltria, di spostarsi a Pietrarubbia per esservi raggiunto dal Broglio. Tutto ciò non impedisce che 500 fanti sforzeschi, comandati da Guido d’Ascoli, riescano ad entrare in Pesaro e ne rafforzino la guarnigione. Il Malatesta si muove nel pesarese, si accampa alla Torre del Boncio (o "Castello del Boncio" o Bontio) e si appresta ad assalire il capoluogo. Il Montefeltro lo costringe a ritirarsi.
In quegli anni il Malatesta riuscì a rafforzare anche il proprio stato, con la concessione papale di Montemarciano e Cassiano e la conquista di Pergola, Monterolo, Senigallia e del vicariato di Mondavio. Se Pesaro restava estranea, lo stato malatestiano poteva contare su vaste zona del suo contado, su Gradara e su importanti postazioni nel Montefeltro. Vennero migliorate le fortificazioni difensive a Senigallia, a Fano e nel territorio, come Verucchio, Montescudo, Pennabilli, Santarcangelo, Sogliano e Gradara, oltre alla realizzazione di Castel Sismondo a Rimini. Fu migliorata la viabilità interna lungo le direttrici che collegavano l'Adriatico con la Toscana, l'Umbria e l'Italia settentrionale. Furono regolati i rapporti tra economia rurale ed economia commerciale-urbana, orientandosi verso una parziale liberalizzazione degli ordini corporativi artigianali.

### Segnali di tentennamento
Il suo affermarsi nelle Marche finì per insospettire il papa, preoccupato del troppo potere che il Malatesta andava conseguendo, così che il sostegno dimostrato fino allora da Callisto III, ad esempio nelle pratiche di legittimazione dei figli Roberto, Malatesta e Valerio Galeotto, venne a mancare, mentre si inasprirono le lotte con il Ducato di Urbino e anche i potentati italiani, fautori della politica dell'equilibrio, iniziarono a diffidare del Malatesta.

### La pace di Lodi e i fatti di Siena
Un vero e proprio smacco si ebbe nel corso delle trattative della pace di Lodi (9 aprile 1454), che sancì di fatto la fine delle guerre in Italia e pose in rilievo le potenze maggiori, che si spartirono l'Italia. Il Malatesta fu infatti escluso per l'insistenza di Alfonso V d'Aragona, che si dichiarò fuori da qualsiasi patto se vi avesse partecipato il condottiero, verso il quale vantava diversi crediti arretrati e cospicui.
Sigismondo Pandolfo rimase isolato, con il prestigio di uomo d'arme e di Stato incrinato e con il conseguente crollo delle entrate finanziarie legate alle prestanze. Tale difficile situazione fu aggravata da una spiacevole situazione con il Comune di Siena, che lo aveva ingaggiato (7 ottobre 1454) per risolvere una situazione apparentemente non difficile, muovendo contro un signorotto ribelle, il conte di Pitigliano Aldobrandino Orsini. Il Malatesta fallì nella sua missione, compiendo una campagna breve e sfortunata che fece sospettare i senesi di tradimento (pare a torto). Oltre a non venire pagato come pattuito, il suo accampamento dovette subire l'onta del saccheggio da parte delle milizie senesi.

### Vecchi e nuovi nemici

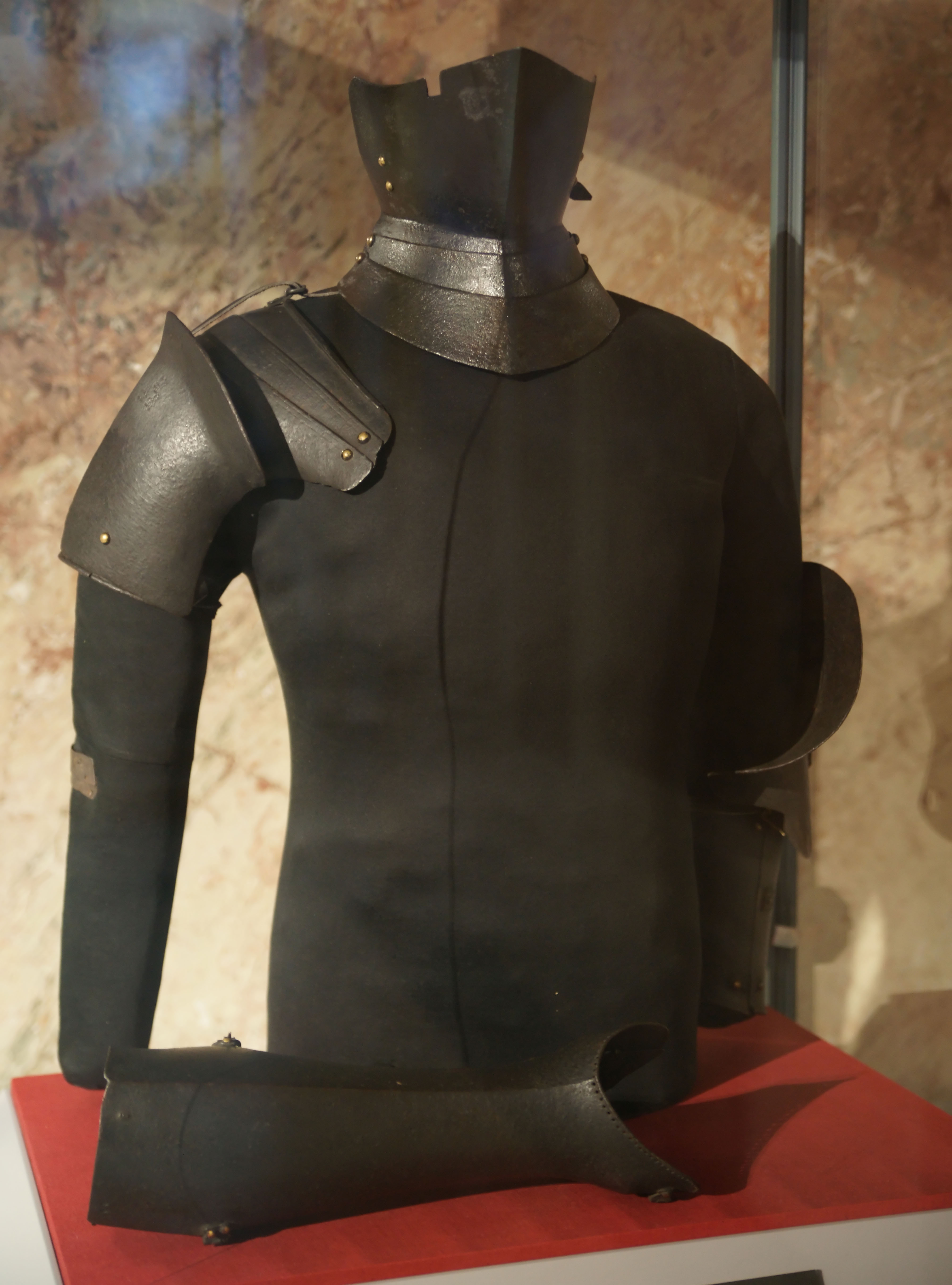
Pezzi dell'armatura di Sigismondo Pandolfo Malatesta, Vienna, Kunsthistorisches Museum

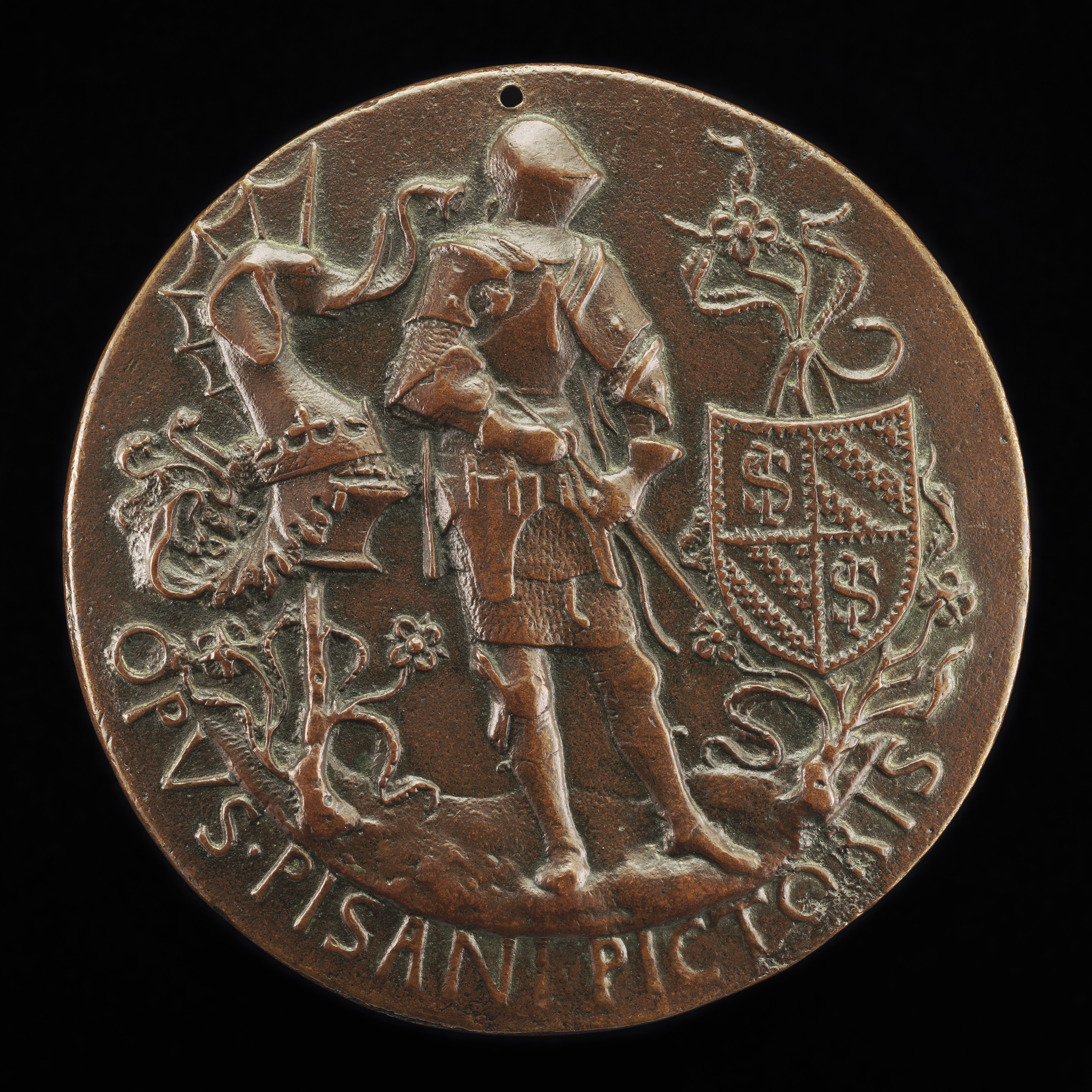
Sigismondo in armatura, retro della prima medaglia di Sigismondo Pandolfo Malatesta di Pisanello

Negli anni 1455-1456 i rapporti con il nemico di sempre, Federico da Montefeltro, oscillarono tra la pace e la guerra, tra ferventi trattative diplomatiche. Nel 1457 i due rivali si incontrarono alla presenza di Borso d'Este e Malatesta Novello per cercare di ricomporre le annose controversie, ma già nell'ottobre di quell'anno il Montefeltro e Jacopo Piccinino invadevano il vicariato di Fano per conto del re d'Aragona, che intendeva così risarcirsi del credito di 40.000 alfonsini che vantava sul Malatesta e di cui aveva bisogno per le guerre contro gli Angioini.
Quest'ultimo chiese aiuto ai vecchi alleati Venezia, Firenze e Milano, ma fu soprattutto papa Callisto III ad attivarsi, inviando il cardinale Enea Silvio Piccolomini a comporre un lodo di pace, dopo che il Malatesta avesse versato all'aragonese quanto gli spettava. L'avvio delle trattative coincise con la morte di Alfonso V (27 giugno 1458) e poco dopo, di papa Callisto (6 agosto), che fecero credere al Malatesta di essere ormai libero dal debito. Il nuovo re di Napoli, Ferdinando, figlio di Alfonso, e soprattutto il nuovo papa Pio II (che era proprio il cardinale Piccolomini) si dimostrarono però più agguerriti che mai contro il signore di Rimini.
Nel 1459 Sigismondo Pandolfo si riprese i castelli della valle del Cesano, ma il 6 agosto, durante la Dieta di Mantova, il papa lo obbligò a riconsegnarli, emanando un lodo arbitrale: il Malatesta doveva impegnarsi a saldare il debito dei 40.000 alfonsini del re di Napoli, e a garanzia del completo pagamento doveva dare in deposito alla Santa Sede i territori di Senigallia, del vicariato di Mondavio, di Pergola e Montemarciano, oltre a promettere di non prendere più le armi per dieci anni. In compenso anche il Malatesta avrebbe riottenuto da Federico da Montefeltro i castelli usurpati, riportando la situazione com'era prima delle ostilità.
Se il Malatesta fu messo alle strette, altrettanto lo fu anche Jacopo Piccinino, il capitano delle milizie napoletane nelle Marche. Alla fine il lodo scontentò tutti, compreso Federico da Montefeltro, che si era aspettato migliori concessioni territoriali, ma il papa fu fermo nel pretendere che fosse rispettato quanto stabilito. Fu però il solo Malatesta a ribellarsi, per una serie di fatti che lo fecero sentire, oltre che vessato, anche beffato. Nell'ottobre del '59 consegnò infatti i territori chiesti in deposito al pontificio Ottaviano Pontano, ma andò su tutte le furie quando il Piccinino non gli restituì alcun castello; il suo umore si aggravò quando le terre assegnate alla Chiesa non restarono nelle mani del papa, ma furono prontamente cedute al Montefeltro.
Appena ricevuti 3.000 ducati dagli Anconetani per compiere una guerra contro Jesi, che poi si rifiutò di condurre delegandola al figlio Roberto, occupò Montemarciano, il vicariato di Mondavio e, assieme al Piccinino e al principe di Taranto, passò al fronte angioino contro il re aragonese di Napoli.

### Lo scontro con Pio II

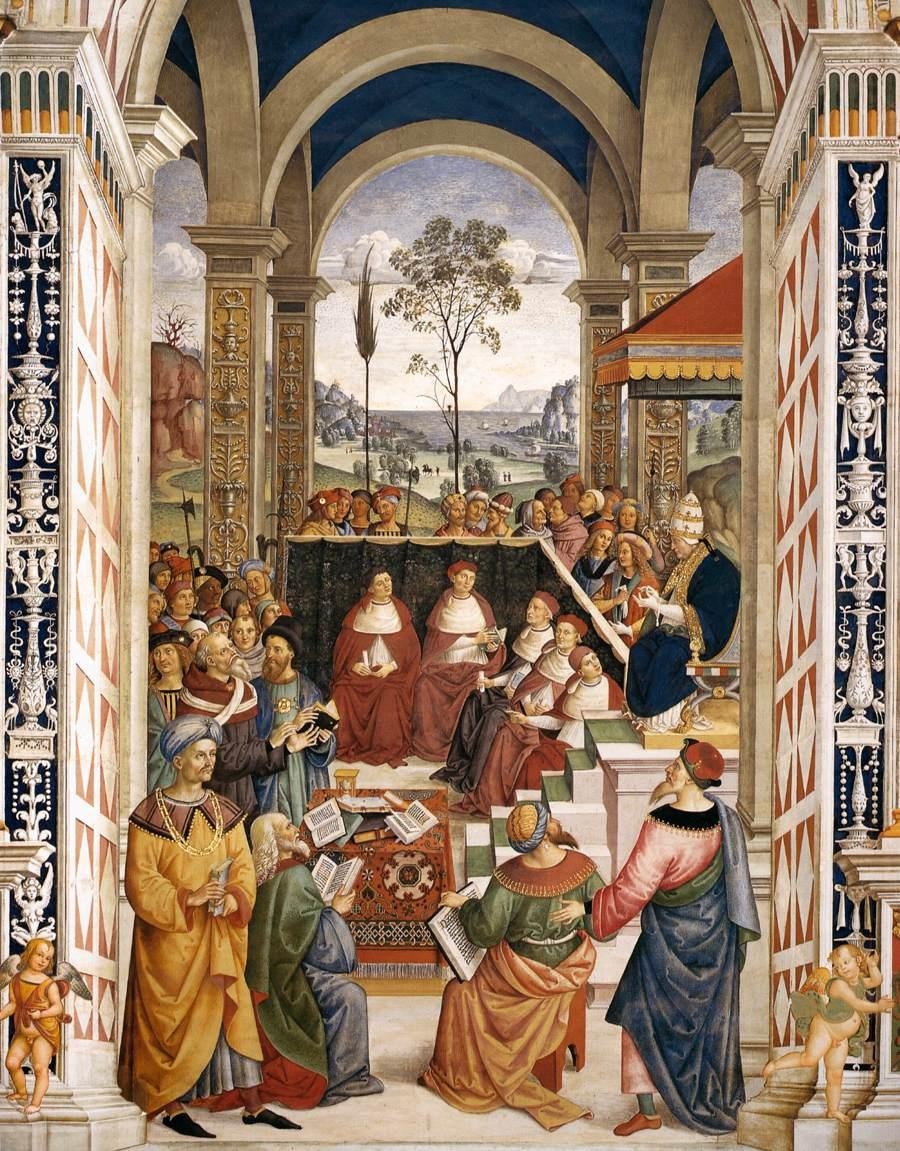
Pinturicchio, Pio II convoca il concilio di Mantova, Libreria Piccolomini, Duomo di Siena (1502-1507)

Ribellandosi al papa, il Malatesta si trovò presto in una situazione di completo isolamento diplomatico. Nel 1460-1462 la situazione precipitò velocemente, quando Pio II lo richiamò per tre volte in seguito alle ripetute disubbidienze: non ottenendo alcun segno di pentimento, il papa lo scomunicò il giorno di Natale del 1460, sciolse i suoi sudditi dal giuramento di fedeltà e gli intentò un processo per "diffamarlo" (1461) che si concluse con il rogo della sua effigie a Roma (1462). Ne conseguiva inoltre il decadimento dello status di vicario nei territori della Santa Sede.
Pio II, senese di nascita e quindi avverso al Malatesta sin dai tempi del suo cattivo comportamento con la città natale, costituì una vera e propria lega contro di lui assieme al re di Napoli, al duca di Milano ed a Federico da Montefeltro, con l'obiettivo di condurlo alla completa rovina. Guidate dai condottieri Ludovico Malvezzi di Bologna e Pier Paolo Nardini, le truppe pontificie, con 3000 cavalli e 2000 fanti, invasero le terre malatestiane nella Marca, ripresero la valle del Cesano e si accamparono ai margini del vicariato di Mondavio, nel piano sotto il castello di Nidastore. La controffensiva del Malatesta non si fece attendere e il 2 luglio 1461, nella battaglia di Castelleone di Suasa, ottenne una straordinaria vittoria contro l'esercito papale guidato da Napoleone Orsini e composto dal triplo dei suoi effettivi. L'anno seguente riuscì ad occupare Senigallia, ma il sopraggiungere dei contingenti di Federico da Montefeltro lo fecero ripiegare su Fano, la seconda capitale del suo stato. Inseguito, fu raggiunto e sconfitto nella battaglia del Cesano presso Pian della Marotta, sulle rive del fiume Cesano. Le sue truppe furono sbaragliate e lui riuscì a salvarsi con pochi fedeli ed a riparare via mare, alla ricerca vana degli alleati Angioini. Suo figlio Roberto riuscì a stento a entrare nella rocca di Mondolfo.
A quel punto Pio II aveva la situazione in scacco e decise di proseguire per neutralizzare il nemico, affidando a Federico da Montefeltro e al cardinale legato Niccolò Forteguerri la continuazione delle operazioni militari (maggio 1463). Essi ripresero Senigallia, il vicariato di Mondavio e anche Fano, assediata per mare dal Forteguerri (25 settembre 1463). A quel punto i Veneziani avviarono una serie di pressioni affinché il papa allentasse la sua rigorosa morsa sul Malatesta, che ne approfittò per chiedere il perdono, ottenendolo. A quel punto gli restava la sola Rimini e un ristretto territorio circostante, a titolo sempre di vicario papale.

### La guerra di Morea

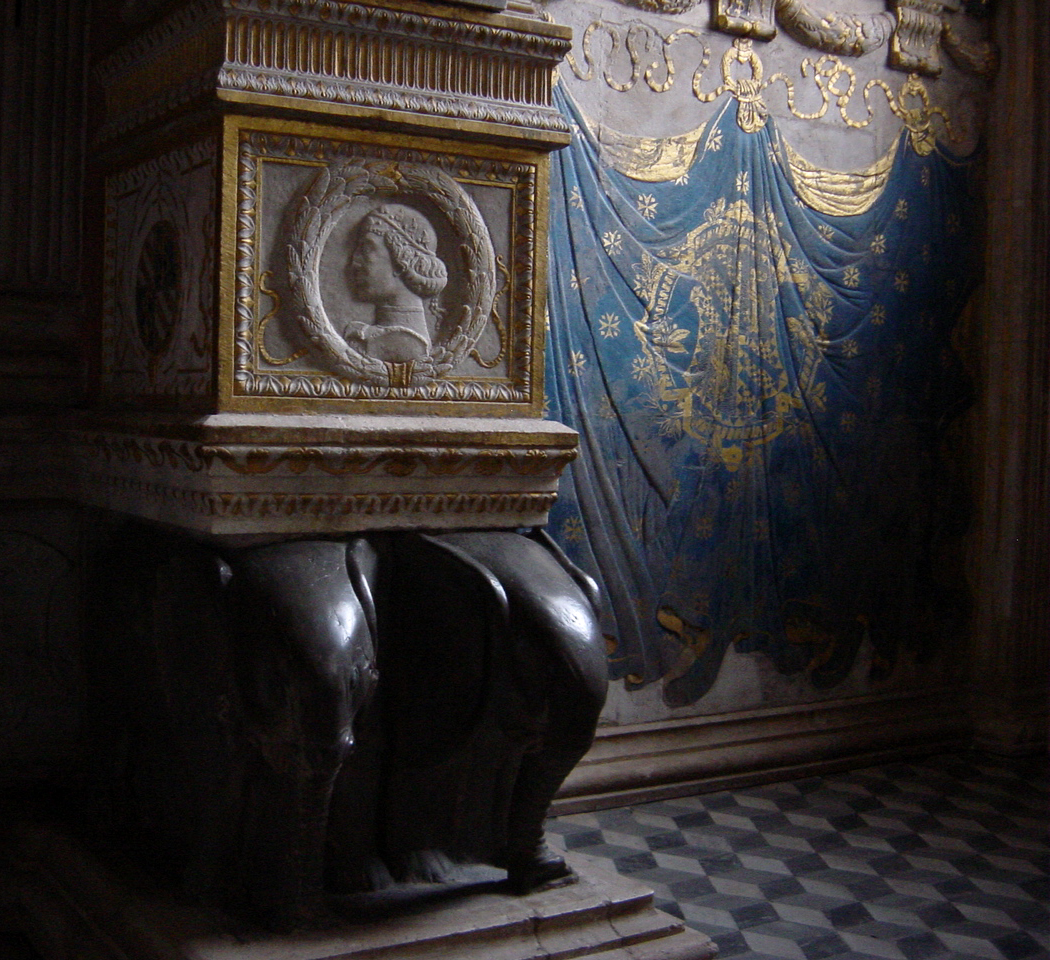
Interno del Tempio Malatestiano, con il ritratto di Sigismondo Pandolfo Malatesta su un dado retto da elefanti, emblema malatestiano

Isolato, impoverito e minato nel prestigio personale, al Malatesta non restò altro che cercare nuove condotte per sé e per il figlio allo scopo di rifinanziarsi, tentando di riallacciare i rapporti con gli altri stati italiani più potenti. Solo Milano e Venezia si dimostrarono comprensivi. I Veneziani in particolare lo assoldarono, tra il 1464 e il 1466, per combattere i Turchi in Morea, missione che molti signori d'Italia e d'Oltralpe avevano rifiutato per la sua durezza e pericolosità.
Partito per la Grecia, il Malatesta, dopo aver ottenuto la garanzia di protezione per il suo Stato e per la sua famiglia da parte dei Veneziani, avviò le operazioni militari che non gli fruttarono né successo né guadagno. Nel 1465 si ammalò e in Italia corse la voce che fosse morto, scatenando una serie di eventi che gli anticiparono ciò che sarebbe accaduto alla sua scomparsa. I Veneziani, con l'intenzione ufficiale di proteggere sua moglie Isotta e suo figlio Sallustio, inviarono una guarnigione che forse aveva invece il reale obiettivo di spodestarli. Isotta, che avrebbe voluto fare il figlio Signore, ottenne scarsi appoggi, tra chi voleva che salisse al potere il primogenito Roberto, chi voleva che la città tornasse alla Chiesa, come indicato nelle condizioni della pace del 1463, e chi voleva entrare sotto la protezione di una grande potenza come Milano o Firenze. Lo stesso papa si allertò e approntò un esercito che, all'occorrenza, occupasse Rimini. Ma il Malatesta era ancora vivo e, una volta guarito, allarmato dalle ombre scure che si allungavano ormai sul suo ridotto Stato, ottenne, dopo lunghe esitazioni dei Veneziani, la dispensa dalla guerra di Morea.

### Ultimi anni
Tornato in Italia, dopo aver disposto in favore di Isotta e Sallustio dopo la sua morte (23 aprile 1466), si recò a Roma per ottenere dal nuovo papa, Paolo II, una ricompensa per la guerra contro i Turchi e alcune concessioni. In realtà il papa fece di tutto per trattenerlo il più a lungo possibile, mentre muoveva in segreto il suo esercito per occupare Rimini. Il piano si rivelò fin dall'inizio fallimentare e quando il Malatesta si accorse della situazione, tanto si infuriò da riuscire a ottenere una ricompensa di 1500 ducati.
Pacificato col papa, nella primavera del 1468 tornò al soldo della Chiesa in una campagna contro Norcia. Qui contrasse una malattia che lo portò pochi mesi dopo alla morte. Il 16 agosto 1468 fece nuove disposizioni testamentarie riguardo ai suoi beni in Dalmazia ottenuti con la campagna contro i Turchi, e il 9 ottobre dello stesso anno spirò a Rimini, lasciando incompiuti tutti i suoi progetti di riscatto.
Il suo corpo fu sepolto nel Tempio malatestiano, ambizioso progetto incompiuto, che ben riassume il contrasto tra le sue aspirazioni e la sua sfortunata sorte.

## Mecenatismo

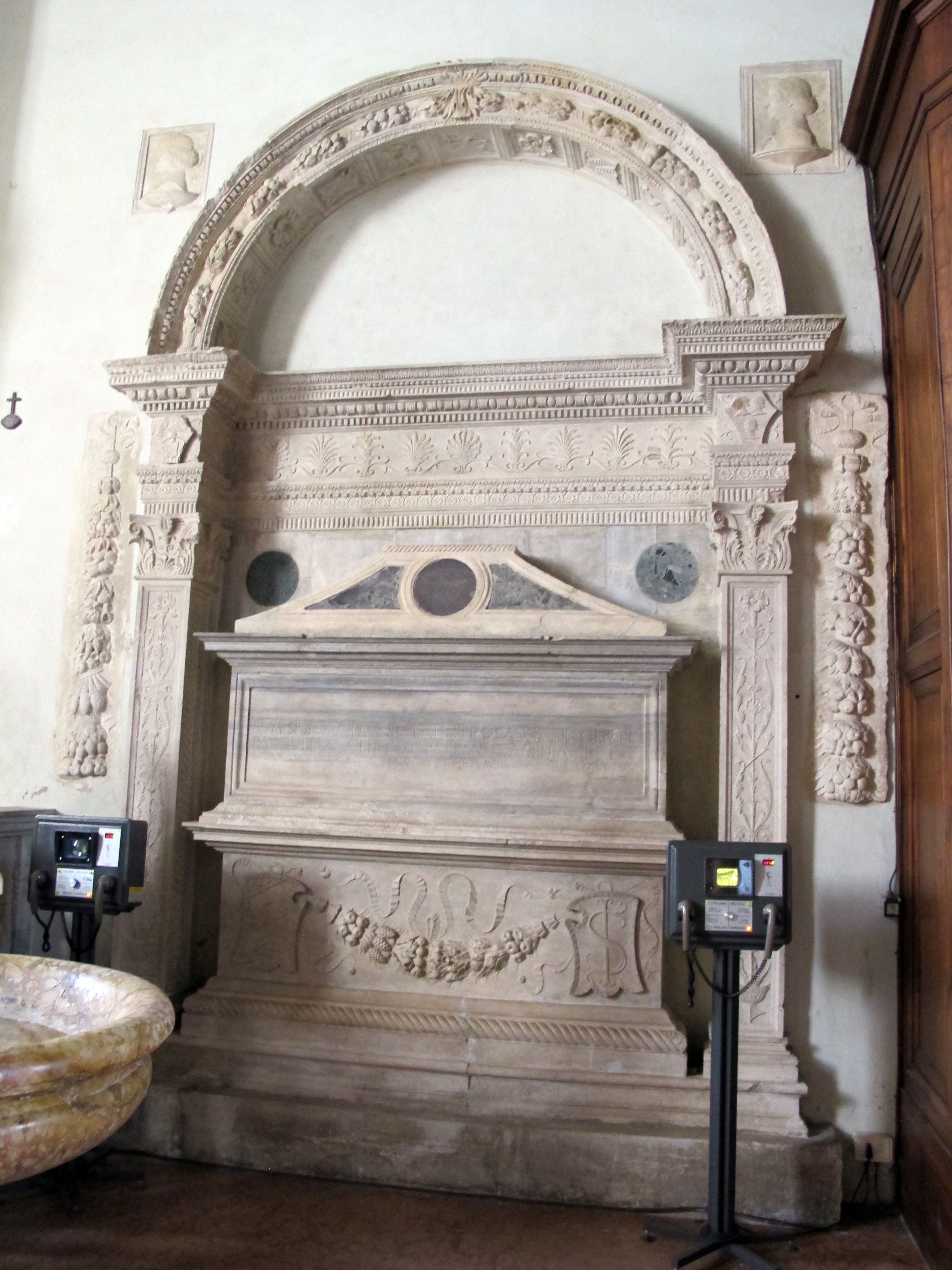
La tomba di Sigismondo Malatesta nel Tempio Malatestiano, opera dei toscani Bernardo Ciuffagni e Francesco di Simone Ferrucci

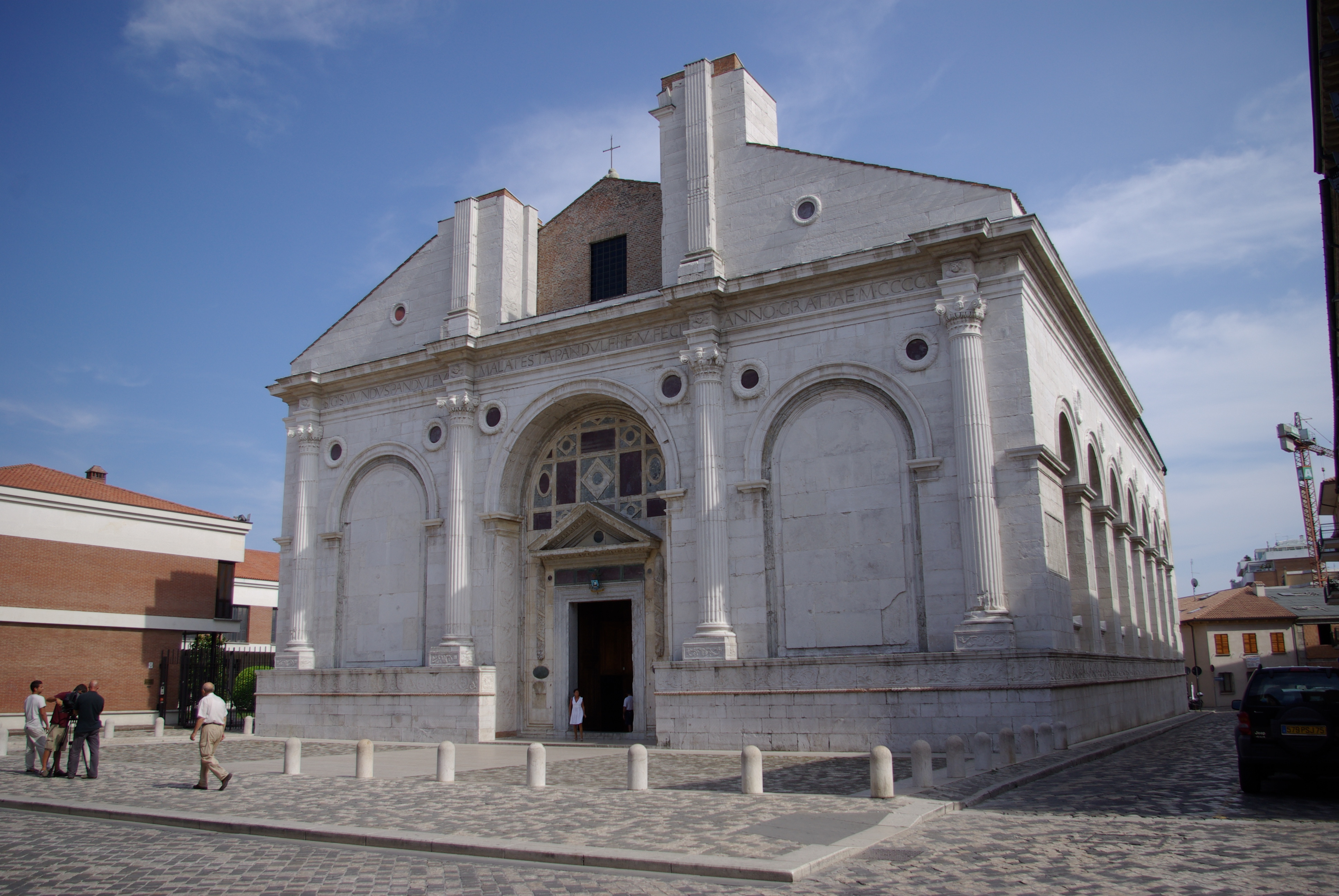
Il Tempio Malatestiano

Sigismondo Pandolfo Malatesta fu anche poeta e patrono delle arti. In vita la sua fama fu legata soprattutto all'attività di condottiero e capitano, pur nell'incongruenza di essere signore di uno stato piccolo e tutto sommato marginale, e gradualmente destinata ad eclissarsi. Ben più duratura e cresciuta invece nei secoli è stata piuttosto la sua notorietà legata alla promozione di iniziative artistiche e culturali, spesso assai ambiziose e dispendiose, tutte votate all'esaltazione della sua immagine personale e di quella della dinastia malatestiana, fino quasi a farne una vera e propria religione. Proprio i conflitti col papato lo portarono a promuovere l'elaborazione di una particolare commistione tra mondo classico paganeggiante, cultura cristiana e culto personale, arricchito da suggestioni cavalleresche e cortesi. Non fu dunque un semplice finanziatore di opere, ma fu un elemento attivo nei processi creativi, incarnando quegli stessi ideali che intendeva promuovere: uomo di guerra e di cultura, cavaliere e sovrano assoluto.
La sua strategia autorappresentativa si affidò al conio di medaglie, che venivano poi donate come preziosa memoria al pari di un ritratto dipinto. Affidandosi ai migliori artisti disponibili, quali Pisanello e, dopo la partenza di quest'ultimo, Matteo de' Pasti, fece rivivere la suggestione imperiale della moneta antica, affidando la propria effigie (e quella di Isotta) all'immortale glorificazione.
Dagli anni trenta chiamò alla propria corte alcuni degli artisti e degli architetti più qualificati e all'avanguardia, sulla scena italiana, affidando loro essenzialmente due grandi progetti, di carattere per certi versi opposto. Uno era la fortificazione di Castel Sismondo, la residenza fortificata familiare, per la quale si avvalse anche della consulenza di Filippo Brunelleschi. L'altro era la ricostruzione della vetusta chiesa di San Francesco, divenuta poi il Tempio Malatestiano, con un'operazione più marcatamente culturale, condensante valori filosofici e teologici, in cui rivivevano i fasti pagani e le istanze cristiane, quale opera votiva e sepolcrale, per sé e la sua dinastia. In questo cantiere, gradualmente ampliatosi fino a interessare l'intero edificio, lavorarono nomi noti come Leon Battista Alberti, Piero della Francesca e Agostino di Duccio, oltre allo stesso Matteo de' Pasti e artisti di ambito locale come Matteo Nuti e Cristoforo Foschi. La particolare commistione tra antico e moderno si percepiva fin dalla decorazione delle cappelle, legate alle divinità pagane, alle Muse, alle Arti liberali, alle Sibille, ai Profeti e ai Dottori della Chiesa, rappresentanti una sorta di storia dell'operare divino e umano, intervallata da numerosi riferimenti alla storia personale del Malatesta, alla sua dinastia e a Isotta.
In campo letterario, da un lato le conoscenze militari, arricchite dall'esperienza pratica, portarono a un rifiorire della trattatistica bellica, nelle opere di sintesi di Roberto Valturio. Dall'altro il neoplatonismo fiorentino trovò qui una particolare declinazione, nell'opera di letterati come Basinio da Parma, Tobia Borghi, Guarino Veronese e Giusto de' Conti.

## Discendenza

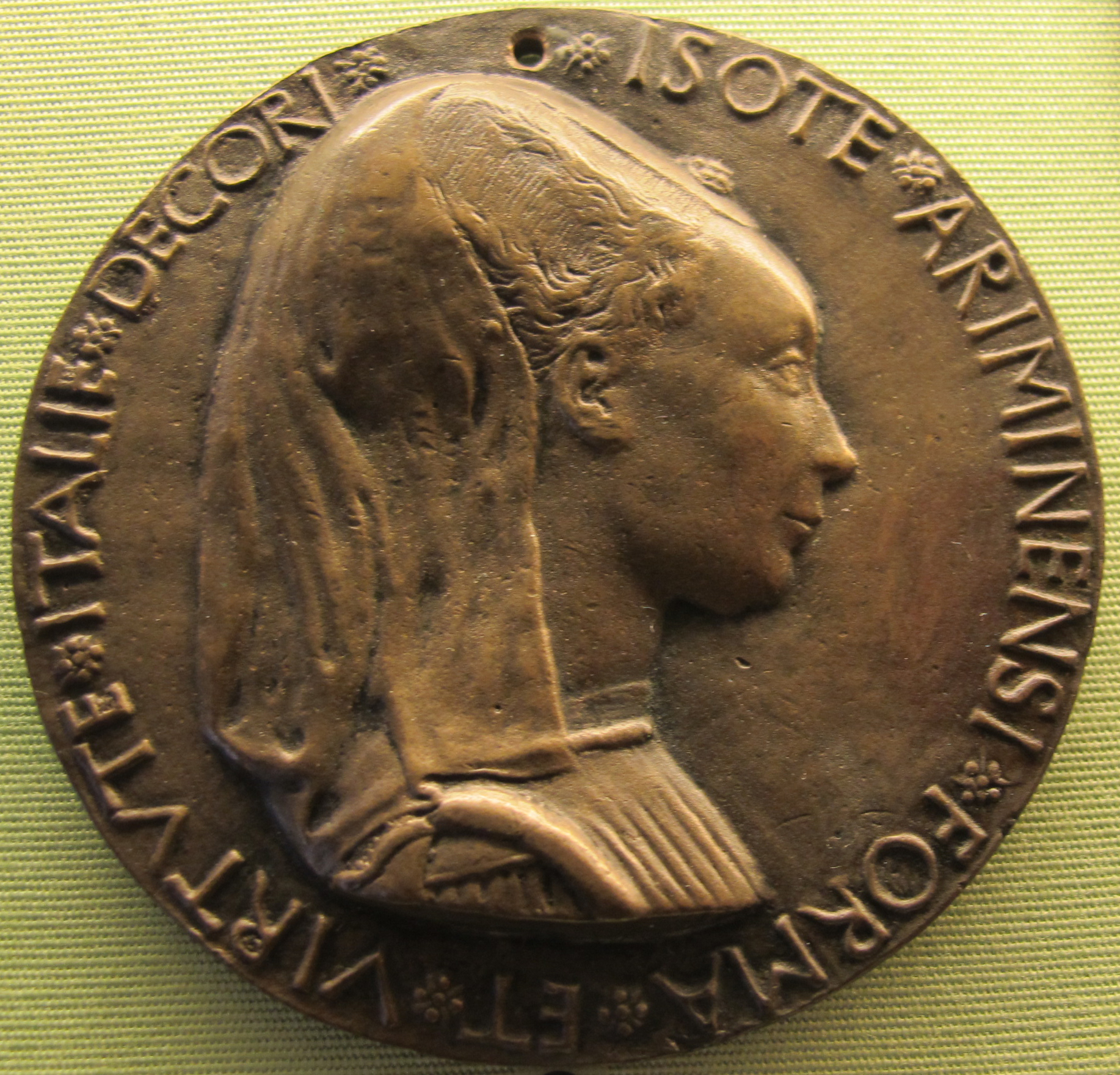
Matteo de' Pasti, medaglia di Isotta degli Atti velata e l'elefante (1446)

### Figli legittimi
Sigismondo Pandolfo portò avanti un'attenta politica matrimoniale, per assicurarsi alcune vantaggiose alleanze: falliti i piani per sposare una figlia di Francesco di Bussone, conte di Carmagnola, nel 1434 sposò Ginevra d'Este (morta nel 1440), dalla quale ebbe come unico figlio Galeotto Roberto Novello, morto nel 1438.
Il 29 aprile 1442 sposò Polissena, figlia naturale di Francesco Sforza, dalla quale ebbe due figli:
- Galeotto, nato e morto nel 1443;
- Giovanna, nata nel 1444 e andata a soli sette anni in sposa a Giulio Cesare da Varano[2].

Dal 1446, con la moglie ancora viva (morirà nel 1449) visse una relazione con Isotta degli Atti, che sposò nel 1456, senza particolari fini politici. Infatti non ne trasse alcun vantaggio politico-militare, se non l'ufficializzazione della sua decennale relazione con Isotta, da cui aveva avuto:
- Giovanni (morto in fasce il 22 maggio 1447)
- Margherita, che sposò Carlo Fortebracci di Montone, figlio del condottiero Braccio da Montone[5]
- Antonia, che sposò nel 1481 Rodolfo Gonzaga

### Figli illegittimi
Ebbe numerosi figli naturali, quasi tutti poi legittimati.
- Con Vannetta di Galeotto Toschi di Fano:[6]
  - Roberto (1440-1482), suo successore nella signoria di Rimini
  - Sallustio (1450-1470)
- Con Gentile di ser Giovanni da Bologna:
  - Lucrezia (?-1483), sposò Alberto d'Este
  - Pandolfo (?-1480)
- Altri figli naturali furono[6]:
  - Valerio Galeotto (?-1470)
  - Giovanni (?-dopo 1483)
  - Alessandra, sposò Giovanni Tingoli
  - Umilia, monaca
  - Contessina
  - Elisabetta (?-1481)

## Ascendenza
|                               |                       |                                    | Genitori                          |  |  | Nonni |  |  | Bisnonni             |  |  | Trisnonni              |  |
|                               |                       |                                    |                                   |  |  |       |  |  | Pandolfo I Malatesta |  |  | Malatesta da Verucchio |  |
|                               |                       |                                    |                                   |  |  |       |  |  | Pandolfo I Malatesta |  |  | Malatesta da Verucchio |  |
|                               |                       | Margherita Paltenieri di Monselice |                                   |  |  |       |  |  | Pandolfo I Malatesta |  |  |                        |  |
| Galeotto I Malatesta          |                       |                                    |                                   |  |  |       |  |  | Pandolfo I Malatesta |  |  |                        |  |
|                               |                       | Taddea da Rimini                   |                                   |  |  |       |  |  |                      |  |  |                        |  |
|                               |                       |                                    |                                   |  |  |       |  |  |                      |  |  |                        |  |
|                               |                       |                                    |                                   |  |  |       |  |  |                      |  |  |                        |  |
| Pandolfo III Malatesta        |                       |                                    |                                   |  |  |       |  |  |                      |  |  |                        |  |
|                               |                       | Rodolfo II da Varano               | Berardo II da Varano              |  |  |       |  |  |                      |  |  |                        |  |
|                               |                       | Rodolfo II da Varano               | Berardo II da Varano              |  |  |       |  |  |                      |  |  |                        |  |
|                               |                       | Rodolfo II da Varano               | Bellafiore di Gualtiero Brunforte |  |  |       |  |  |                      |  |  |                        |  |
| Gentile da Varano             |                       | Rodolfo II da Varano               |                                   |  |  |       |  |  |                      |  |  |                        |  |
|                               |                       | Camilla Chiavelli                  | Finuccio Chiavelli                |  |  |       |  |  |                      |  |  |                        |  |
|                               |                       | Camilla Chiavelli                  | Finuccio Chiavelli                |  |  |       |  |  |                      |  |  |                        |  |
|                               |                       | Camilla Chiavelli                  |                                   |  |  |       |  |  |                      |  |  |                        |  |
| Sigismondo Pandolfo Malatesta |                       | Camilla Chiavelli                  |                                   |  |  |       |  |  |                      |  |  |                        |  |
|                               | Giovanni da Barignano |                                    |                                   |  |  |       |  |  |                      |  |  |                        |  |
|                               |                       |                                    |                                   |  |  |       |  |  |                      |  |  |                        |  |
|                               |                       |                                    |                                   |  |  |       |  |  |                      |  |  |                        |  |
| Giacomino di Barignano        |                       |                                    |                                   |  |  |       |  |  |                      |  |  |                        |  |
|                               |                       | ...                                |                                   |  |  |       |  |  |                      |  |  |                        |  |
|                               |                       |                                    |                                   |  |  |       |  |  |                      |  |  |                        |  |
|                               |                       |                                    |                                   |  |  |       |  |  |                      |  |  |                        |  |
| Antonia da Barignano          |                       |                                    |                                   |  |  |       |  |  |                      |  |  |                        |  |
|                               |                       | ...                                |                                   |  |  |       |  |  |                      |  |  |                        |  |
|                               |                       |                                    |                                   |  |  |       |  |  |                      |  |  |                        |  |
|                               |                       |                                    |                                   |  |  |       |  |  |                      |  |  |                        |  |
| Giacomina Celeri              |                       |                                    |                                   |  |  |       |  |  |                      |  |  |                        |  |
|                               |                       | ...                                |                                   |  |  |       |  |  |                      |  |  |                        |  |
|                               |                       |                                    |                                   |  |  |       |  |  |                      |  |  |                        |  |
|                               |                       |                                    |                                   |  |  |       |  |  |                      |  |  |                        |  |
|                               |                       |                                    |                                   |  |  |       |  |  |                      |  |  |                        |  |